# 旭橋 (所沢市)
旭橋（あさひばし）は埼玉県所沢市御幸町を流れる東川に架かる、飛行機新道（所沢市道1-4号線）の道路橋である。

## 概要
橋長10.2メートル、幅員11.92メートルの単径間RC造桁橋である。歩道は上流側のみに設けられている。橋は橋軸が流路に対し斜めに交差している斜橋である。
橋の両詰の親柱は赤御影石製で、幾何学模様や西洋風の彫刻が刻まれている。欄干は連続アーチ風の開口部を持つデザインで、表面は白タイルで仕上げられている。床版の側面には矩形状の歯飾り（デンティル）もある。
親柱の頂部には青銅製で唐草模様で装飾された六角柱の照明灯が設置されていたが、戦時中の金属類回収令により供出されたことにより失われてしまい、その台座が残されている。橋の上流側には開通当時からあるコンクリート製の人止柵が残されている。
橋は航空記念公園方面への一方通行の橋として運用している。なお、航空記念公園方面からは西武新宿線の橋梁を挟んだ下流側にある、同じく一方通行の329号橋を利用する。
橋はランドマークとして市民に親しまれている。また、国の登録有形文化財に登録されているほか、所沢市の「とことこ景観資源」のひとつに指定されている。
橋の親柱が健全だった往時の写真が存在しないらしく、所沢市は架設当初の橋の古写真の提供を呼び掛けている。

## 歴史
1911年（明治44年）4月1日に開設された所沢陸軍飛行場への交通路である「飛行機新道」が建設され、その途中を流れる東川を渡河する橋は1911年（明治44年）に初めて架けられ、「旭橋」と命名された。木橋の一種である土橋であった。飛行機新道は軍事道路であったが、年とともに生活道路としての側面を持つようになり、住民に親しまれる存在となった。
昭和初期の飛行場の拡張に伴ない、物資の運搬や飛行機の見物人などの交通量が増加したため、空都の玄関に相応しい橋を造るべく約2年前より架け替え工事に着手され、1930年（昭和5年）3月に3万数千円の工費を投じて鉄筋コンクリート橋に架け替えられた。設計は相模木工、施工は狭山市入曾の新井土木が担当した。
落成式（開通式）も挙行され、地元の長嶋金物店の三世代夫婦による渡り初めも行われた。
開通当時は若者らが夜に橋の照明で読書をしていたという逸話もある。
戦時中は金属類回収令により昭和10年代末頃に橋の全ての青銅製の部位が供出されることとなり、照明灯も台座を残して撤去された。
戦後は橋には特に大きな変化はなく、1985年（昭和60年）に高欄および親柱の修繕が行なわれた。
2009年（平成21年）8月7日には旧所沢飛行場における貴重な遺構のひとつであるとして、国の登録有形文化財に登録された。
2021年（令和3年）には所沢らしい良好な景観であることが評価され、2021年度（令和3年度）の「とことこ景観資源」に指定され、その表彰式が2022年（令和4年）2月8日に行われた。

## 周辺
周囲は所沢駅に近く市街地である。東川の旭橋から柳瀬川合流点にかけて川沿いに桜が植樹されている。
- 所沢航空記念公園
- 所沢市消防団第2分団
- 東川 第1流入立坑 - 河川施設
- 旭町公民館
- 市立新井保育園
- 有楽町公民館